# Kyle Landry
Kyle Landry (Calgary, Alberta, 04 de abril de 1986) es un jugador de baloncesto canadiense internacional con la selección de su país que con una altura de 2.06, juega en la posición de ala-pívot en las filas del KK Budućnost Podgorica.

## Trayectoria deportiva
Es ala-pívot nacido en Calgary, que durante su etapa universitaria defendió los colores de Northern Arizona Lumberjacks (2004–2008). Tras no ser drafteado en 2008, Landry debutó como profesional en Polonia en las filas del Sportino Inowrocław y acabaría la temporada en las filas del Dexia Mons-Hainaut belga.
La siguiente temporada llegaría a la República Checa para jugar durante dos temporadas en las filas del BK Orli Prostějov para competir en la Národní Basketbalová Liga.
En 2011 firma por el B.C. Zenit Saint Petersburg de la VTB League donde jugaría durante 6 temporadas, convirtiéndose en el referente ofensivo del conjunto ruso.
En verano de 2017, firma por el KK Budućnost Podgorica de la ABA Liga.